# Les Portelles dels Maquis
Les Portelles dels Maquis és una muntanya de 1.198 metres que es troba al municipi de la Sénia, a la comarca catalana del Montsià.